# 에드나 메이 올리버

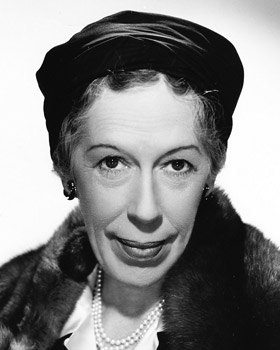

에드나 메이 올리버(Edna May Oliver, 1883년 11월 9일 ~ 1942년 11월 9일)는 미국의 연극 배우, 영화배우, 배우이다.
몰든에서 태어났으며 로스앤젤레스에서 사망하였다. 사인은 대장암이다. 포리스트 론 메모리얼 파크에 매장되었다.

## 영화
- 오만과 편견 (1940년) - 캐서린 공작부인 역
- 스토리 오브 버넌 앤 아이린 캐슬 (1939년)
- 세컨드 피들 (1939년)
- 카벨 수녀 이야기 (1939년)
- 모호크족의 북소리 (1939년)
- 리틀 미스 브로드웨이 (1938년)
- 로잘리 (1937년)
- 로미오와 줄리엣 (1936년)
- 두 시민 이야기 (1935년)
- 데이빗 코퍼필드 (1935년)
- 온리 예스터데이 (1933년)
- 미트 더 바론 (1933년)
- 작은 아씨들 (1933년)
- 시머론 (1931년)